# Apsarasa dajakana
Apsarasa dajakana là một loài bướm đêm trong họ Noctuidae.